# Бугарска у Другом светском рату
Историја Бугарске током Другог светског рата обухвата почетни период неутралности до 1. марта 1941. године, период савезништва са силама Осовине до 8. септембра 1944. и период усклађивања са савезницима у последњој години рата. Бугарске војне снаге окупирале су, уз немачку сагласност, делове краљевина Грчке и Југославије на које је бугарски иредентизам полагао право на основу Санстефанског споразума из 1878. године. Бугарска се одупирала притиску Осовине да се придружи рату против Совјетског Савеза, који је почео 22. јуна 1941, али је објавила рат Уједињеном Краљевству и САД 13. децембра 1941. Црвена армија је ушла у Бугарску 8. септембра 1944; Бугарска је сутрадан објавила рат Немачкој.
Као савезник нацистичке Немачке, Бугарска је учествовала у холокаусту, доприневши смрти 11.343 Јевреја, а иако је 48.000 Јевреја преживело рат, они су били подвргнути насилној интерној депортацији, одузимању имовине и дискриминацији. Бугарска ратна влада била је пронемачка под Георгијем Кјосејвановом, Богданом Филовом, Добријем Божиловим и Иваном Багрјановом. Придружила се савезницима под вођством Константина Муравијева почетком септембра 1944, затим је недељу дана касније претрпела државни удар и постала просовјетска под Кимоном Георгијевим.

## Почетни период неутралности (септембар 1939 – 1. март 1941)
Влада Краљевине Бугарске под премијером Георгијем Кјосејвановом прогласила је неутралност по избијању Другог светског рата. Бугарска је била решена да то поштује до краја рата, али се надала бескрвним територијалним добицима како би повратила територије изгубљене у Другом балканском рату и Првом светском рату, као и да би добила друге земље са значајним бугарским становништвом у суседним земљама. Бугарска је била једина поражена сила 1918. године која није добила неку територијалну награду до 1939. године. Међутим, било је јасно да ће централна геополитичка позиција Бугарске на Балкану неизбежно довести до снажног спољног притиска обе стране у Другом светском рату. Турска је склопила пакт о ненападању са Бугарском. Овај опоравак територије ојачао је бугарске наде за решавање других територијалних проблема без директног учешћа у рату.
Бугарска, као потенцијални корисник пакта Рибентроп-Молотов у августу 1939, такмичила се са другим таквим нацијама у наклоности нацистичке Немачке гестовима антисемитског законодавства. Бугарска је била економски и војно зависна од Немачке. Бугарски екстремни националисти лобирали су за повратак на проширене границе по Санстефанском споразуму из 1878. године. Класа бугарских официра била је углавном пронемачка, док је становништво било претежно русофилско. Дана 7. септембра 1940. године, после Друге бечке арбитраже у августу, Јужна Добруџа, изгубљена од Румуније према Букурешком миру 1913. године, враћена је под бугарску контролу Споразумом из Крајове, формулисаним под притиском Немачке. Закон о држављанству је уследио 21. новембра 1940. године, који је пренео бугарско држављанство на становнике анексиране територије, укључујући око 500 Јевреја, поред Рома, Грка, Турака и Румуна. Бугарска је раније кратко држала Јужну Добруџу између 1916. и 1918. године.
Октобра 1940. Закон о заштити нације уведен је у парламент. Закон је напредовао у законодавству током зиме крајем 1940. године, а парламент га је разматрао 15., 19. и 20. новембра. Недељу дана пре него што су дебате о закону настављене у другом читању 20. децембра 1940. године, брод са 326 бугарских Јевреја и других јеврејских избеглица који је ишао у Палестину, Салвадор, био је потопљен у Мраморном мору 14. децембра са 230 жртава. Од 160 места у Народној скупштини, већина од 115 до 121 посланик гласала је за владу. Парламент је ратификовао закон на Бадње вече, 1940. Добио је краљевску сагласност од краља Бориса III 15. јануара следеће године, а објављен је у Државном листу 23. јануара 1941. године. Закон је забрањивао давање бугарског држављанства Јеврејима у складу са Законом. Друго поглавље Закона налагало је мере за дефинисање, идентификацију, сегрегацију и економску и социјалну маргинализацију Јевреја. Закон је парламенту предложио Петар Габровски, министар унутрашњих послова и бивши вођа Ратника у октобру 1940. Његов штићеник, владин адвокат Александар Белев, послат је да проучава Нирнбершке законе из 1933. у Немачку и био је блиско укључен у израда нацрта. По узору на овај преседан, закон је циљао на Јевреје, заједно са масонством и другим намерним организацијама за које се сматра да „прете“ бугарској националној безбедности.
Закон је увео ограничења и за стране Јевреје. Крајем 1938. и почетком 1939. бугарски полицијски званичници и Министарство унутрашњих послова већ су се све више противили прихватању јеврејских избеглица од прогона у Централној Европи. У одговору на упит британских дипломата у Софији, Министарство спољних послова је потврдило политику да ће од априла 1939. Јевреји из Немачке, Румуније, Пољске, Италије и онога што је остало од Чехословачке (а касније и Мађарске) морати да добију сагласност од министарство да обезбеди улазне, транзитне или пролазне визе. Ипак, најмање 430 виза (и вероватно око 1.000) су бугарске дипломате издале страним Јеврејима, од којих је у Бугарској 1941. године било чак 4.000. Управа полиције је 1. априла 1941. дозволила одлазак 302 јеврејске избеглице, углавном малолетне, из Централне Европе са изричитим циљем да се Бугарска "ослободи страног елемента". Након априла 1941. године, јурисдикција Закона је проширена ван бугарских предратних граница на територије у Грчкој и Југославији које је окупирала бугарска војска и на које је полагала право бугарска администрација.
Бугарска је разматрана као могући члан совјетске сфере у пакту Молотов-Рибентроп у новембру 1939. Значај бугарске позиције је порастао након што је Британско царство интервенисало у Балканској кампањи и када су Хитлерови планови за инвазију на Совјетски Савез напредовали. Извршен је притисак на Бориса да се придружи Осовини, али он се колебао, а влада се обавезала да ће се придружити – али без одређеног датума. У планирању операције Марита, Немци су настојали да прођу кроз Бугарску како би извршили инвазију на Грчку. Богдан Филов је почетком марта отпутовао у Беч да потпише Тројни пакт.

## На страни сила Осовине (1. март 1941 – 8. септембар 1944)
Након неуспеха италијанске инвазије на Грчку, Немачка је захтевала да се Бугарска придружи Тројном пакту и дозволи немачким снагама да прођу кроз Бугарску како би напале Грчку и помогле Италији. Бугарски премијер потписао је пакт 1. марта 1941. а немачке снаге су истог дана прешле Дунав и ушле у Бугарску. Претња од могуће немачке инвазије, као и обећање грчких и југословенских територија, навели су краља и његову владу да потпишу Тројни пакт 1. марта 1941. Познато је да су краљ Борис III и премијер Богдан Филов изузетно ценили Адолфа Хитлера.
Због Совјетског Савеза и пакта о ненападању са Немачком, било је мало народних противљења овој одлуци, а неколико дана касније у парламенту је она поздрављена аплаузом.

### Окупација Тракије и Македоније
Дана 6. априла 1941. године, иако се придружила силама Осовине, бугарска војска није учествовала у инвазији на Југославију и инвазији на Грчку, али је била спремна да заузме своје унапред договорене територијалне добити одмах након капитулације сваке земље. Југословенска влада се предала 17. априла, а 19. априла бугарска копнена војска ушла је у Југославију. Грчка влада се предала 30. априла и истог дана почела је бугарска окупација. Допринос Бугарске операцији Марита и освајању Грчке од стране Осовине био је релативно мали, Бугари и једна дивизија Вермахта чували су леви бок инвазије. Након капитулације Грчке и Југославије, три бугарске дивизије из Друге и Пете армије распоређене су у Тракију и Македонију да ублаже притисак на Немце. По речима краља Бориса, Бугарска је објавила окупацију Македоније и Тракије "да би очувала ред и стабилност на територијама које је заузела Немачка". Бугари, одушевљени "дефакто" уједињењем, назвали су Бориса "Краљ ујединитељ".
Бугарска је заузела већи део југословенске Македоније, Поморавље, Источну Македонију и Западну Тракију, које су већ заузеле снаге Немаца и њихових савезника и које је Бугарска изгубила 1918. године. Бугари су заузели територију између реке Струме и линије разграничења која је пролазила кроз Александруполис и Свиленград западно од реке Марице. У окупираном подручју били су и градови Александруполис (буг. Дедеагач), Комотини, Сер, Ксанти, Драма и Кавала и острва Тасос и Самотраки у Грчкој, као и скоро цео део данашње Републике Северне Македоније и већи део југоисточне Србије, тада у Југославији.
У региону Македоније, већина је у почетку поздравила унију са Бугарском као ослобађање од југословенске србизације, где су још увек преовладавала пробугарска осећања. Након 1918. године више од 1.700 бугарских цркава и манастира је пребачено у српско или грчко православље, а затворено је око 1.450 бугарских школа. Бугарски је био забрањен у јавном животу. Бугаризација се сматрала неопходном за јачање претензија Бугарске на територију након пројектоване победе Осовине, пошто Немачка није дефинитивно наговестила да ће је Бугарска задржати и ниједан међународни уговор није признавао претензије Бугарске, "бугарска природа територија морала је да буде неоспорна до краја рата". Као последица тога, у Скопљу је основан универзитет, први у Македонији, који је носио име Бориса III, више од 800 нових школа је изграђено између 1941. и 1944. године, македонске школе су интегрисане у бугарски образовни систем, а наставници македонског језика су преквалификовани у наставнике бугарског језика.
Бугарска православна црква тражила је интеграцију Македоније под бугарском влашћу са Бугарском егзархијом. Надало се да би "национално уједињење" могло да доведе до поновног успостављања Бугарске патријаршије за све бугарске заједнице, али краљ Борис, који је био опрезан према било каквој новој бази моћи у свом краљевству, успротивио се плану. На Ускрс у скопској Саборној цркви мису је служио бугарски клирик. Пензионисани свештеници су подстицани да проповедају у македонским парохијама. Влада у Софији је више волела да именује бугарске епископе лојалне Егзархији да служе у Македонији него локалне кандидате, што је подједнако разочарало и Македонце и Бугаре. До 1944. бугарска влада је била непопуларна у Македонији као што је српска влада била пре окупације, при чему је свака влада отуђивала Македонце прекомерном централизацијом.
У Тракији Бугари су наишли на више противљења. Пре јуна 1941. и немачко-турског уговора о пријатељству, Немци нису дозволили бугарску цивилну управу из страха да не би супротставили Турску бугарској експанзији. Одвојене грчке, немачке и бугарске окупационе зоне су преовладавале до августа 1941. године. Након тога, вршен је притисак на турске становнике региона да емигрирају. Демографија западне Тракије је промењена разменом становништва 1921. између Грчке и Турске, доласком многих Грка из Источне Тракије и одласком многих Турака. Већина села је приписана Неврокопској епархији бугарске цркве као део шире политике бугаризације у образовању и вери. Бугарски школски систем је уведен у септембру 1941. и до краја 1942. године било је 200 нових основних школа и 34 гимназија основаних само за етничке Бугаре, Турци и Грци су имали одвојене школе, и упркос протестима муслиманских учитеља, деца Помака су слана у бугарске школе организоване по православној линији. Такође у септембру 1941. гушење Драмског устанка против бугарске власти у ноћи између 28. и 9. септембра резултирало је смрћу око 1.600 људи.
Бугарска влада се надала да ће у Тракији уклонити етничке Грке који су стигли на територију која је уступљена Грчкој после 1918. године, када су Бугари чинили демографску већину. Бугаризација је подстакнута новим законом о унутрашњој миграцији и консолидацији у јуну 1941. године, новом земљописном дирекцијом која је омогућила бугарским досељеницима да добију земљу у фебруару 1942, као и подстицајима за етничке Бугаре из јужне Македоније да се преселе и замене одлазеће Грке у Тракији. Постојала је и пристрасност према Бугарима у задружној банци која је основана да помаже тамошњим пољопривредницима. До марта 1942. године издато је 18.925 дозвола Бугарима за пресељење у Тракији. После 1942. године, савезничке победе и претње одмаздом Грка и Турака довели су до смањења стопе исељавања Бугара у Тракију. Пошто је храна доношена из метрополитанске Бугарске, западна Тракија под бугарском окупацијом била је поштеђена глади која је захватила немачке и италијанске окупационе зоне у Грчкој, иако је Тракија била мање развијена од Бугарске или остатка Грчке.
Иако је бугарско држављанство дато јус соли становницима новоанектиране Јужне Добруџе, Закон о заштити нације забрањивао је давање држављанства Јеврејима на накнадно окупираним територијама. Јеврејима су само издаване личне карте у другој боји од нејеврејских. Декрет-закон од 10. јуна 1942. године потврдио је да јеврејски становници „ослобођених“ територија немају право на бугарско држављанство. То их је практично учинило апатридима.

### Међународна ситуација
Бугарска се није придружила немачкој инвазији на Совјетски Савез која је почела 22. јуна 1941. нити је објавила рат Совјетском Савезу. Бугарска пропаганда се уздржала од критике Стаљина. Став краља Бориса је био да бугарска војска није била довољно опремљена или модернизована да би се суочила са Црвеном армијом, са војницима обвезницима који се неће ефикасно борити далеко од куће против бивших руских савезника. Штавише, бугарска војска је била у позицији да осујети сваку потенцијалну претњу Осовини од Турске или савезничког искрцавања у Грчкој. Борис је одолео немачком притиску да дозволи бугарским војницима или добровољцима да се придруже борби против Совјета. Учешће бугарске морнарице било је ограничено на пратњу конвоја Осовине у Црном мору. Међутим, упркос непостојању званичних објава рата са обе стране, бугарска морнарица је била умешана у бројне окршаје са совјетском Црноморском флотом, која је нападала бугарске бродове. Осим тога, бугарске оружане снаге у гарнизону на Балкану бориле су се против различитих група отпора Осовини и партизанских покрета.
Дана 5. марта 1941, након почетка операције Марита, Британија је прекинула дипломатске односе са Бугарском, али ниједна страна није објавила рат. Да би показала подршку Осовини, бугарска влада је 13. децембра 1941. објавила симболичан рат Уједињеном Краљевству и САД, чин који је резултирао бомбардовањем Софије и других бугарских градова од стране савезничке авијације. Бугарска војска је успела да уништи неке савезничке авионе који су пролазили кроз бугарски ваздушни простор да би напали румунска нафтна поља. Први су били у повратном лету у оквиру ваздушног напада операције Плимни талас на Плоештију 1. августа 1943. Бомбардере који су летели назад у ваздушне базе у северној Африци изнад Бугарске пресрели су ловци бугарског ваздухопловства, а преживела посада интернирана је као ратни заробљеници према Женевској конвенцији из 1929. године. Већина ратних заробљеника била је из Ратног ваздухопловства Сједињених Држава и Краљевског ратног ваздухопловства, а амерички, британски, канадски, аустралијски, холандски, грчки и југословенски авијатичари су били интернирани у логор за ратне заробљенике отворен 25. новембра 1943. где су били под контролом гарнизона бугарске армије у Шумену. Оборени чланови посаде су обично хватани и затварани локално, испитивани у затвору у Софији, а затим пребачени у логор за ратне заробљенике у Шумену, једног америчког авијатичара ослободили су комунистички партизани из локалног затвора, са којима је избегао заробљавање. Савезнички ратни заробљеници су на крају интернирани у логору у Шумену на десет месеци. Неколико совјетских ратних заробљеника интернирано је у логор на Светом Кирију, заједно са преко стотину совјетских грађана који су живели у Бугарској, под надлежношћу одељења државне безбедности Управе полиције (ДПОДС).
Када је Немачка извршила инвазију на СССР у јуну 1941. (операција Барбароса), подземна Бугарска комунистичка партија покренула је герилски покрет, који је влада жестоко гушила. Након што Немачка није успела да победи СССР, а САД су се придружиле савезницима, чинило се да би Осовина могла изгубити рат. У августу 1942. Комунистичка партија, покрет Звено, и неке друге групе формирале су Отаџбински фронт да би се одупрле пронемачкој власти. Партизански одреди су били посебно активни у планинским пределима западне и јужне Бугарске.
Две недеље након посете Немачкој у августу 1943, бугарски краљ Борис III изненада је преминуо 28. августа у 49. години. Било је сумњи да је отрован јер недавни састанак са Хитлером није био срдачан, али кривац није пронађен. Мотив за атентат је тешко утврдити: то би био велики ризик за Немце, Совјете и Британце, а било је и неизвесно ко би могао да замени Бориса у центру бугарске државе. Обдукција 1990-их је утврдила да је срчани удар био директан узрок смрти. Према дневнику тадашњег немачког аташеа у Софији, пуковника фон Шенебека, двојица немачких лекара који су били код краља, Сајиц и Ханс Епингер, веровали су да је Борис умро од истог отрова који је др Епингер наводно пронашао две године раније у обдукционом прегледу грчког премијера Јоаниса Метаксаса. Краља је наследио његов шестогодишњи син Симеон II. Због Симеонових година формиран је Регентски савет, на чијем је челу био премијер Богдан Филов, који је одустао од те функције 9. септембра. Нови председник владе од 14. септембра 1943. Добри Божилов био је углавном пронемачки оријентисан. Борис је почео да тражи излаз Бугарске из рата, а регентство, које није имало његов ауторитет у иностранству и код куће, направило је сличне планове. Божилов је интензивирао преговоре са западним савезницима, плашећи се судбине Мусолинијеве владе.
Прво тешко бомбардовање бугарских градова од стране савезника извршено је 19. новембра 1943. године. После даљих препада и још тежег напада на Софију 30. марта 1944. године, многи становници су побегли из града. Мајор Френк Томпсон из Управе за специјалне операције спустио се падобраном на састанак са бугарским покретом отпора, али је ухваћен и погубљен због шпијунаже у јуну 1944. године.
После априла 1944. Совјети су појачали притисак на Бугарску да напусти савез са Осовином. Бугарска је одржавала дипломатске односе са Совјетским Савезом док је била чланица Сила Осовине. 
Филов је 1. јуна 1944. сменио Божилова, у нади да ће смирити унутрашњу опозицију и савезнике. Филов је невољно одлучио да се савез са Немачком оконча. Иван Багрјанов је преузео дужност премијера. Филов се надао да ће искрцавање савезника на Балкан омогућити Бугарској да се придружи савезницима без губитка територија у Тракији и Македонији и да избегне немачку окупацију Бугарске која би уследила одмах након промене страна. Али инвазија на Нормандију 6. јуна окончала је сваку могућност велике офанзиве западних савезника на Балкану. У међувремену, совјетске офанзиве на запад су се наставиле убрзано. Такође у то време, немачке снаге су се повлачиле из Грчке, а Бугарска је изгубила свој стратешки значај за западне савезнике.
Багрјанов је имао симпатије према Западу и надао се да ће искључити Бугарску из рата пре него што совјетске снаге стигну до Дунава, избегавајући тако совјетску окупацију. До средине августа, амерички дипломатски притисак и извештај Међународног комитета Црвеног крста који је детаљно описао тешкоће затвореника, условили су побољшање услова у логору за ратне заробљенике у Шумену, пре тога савезничким ратним заробљеницима је била дозвољена само ограничена вода и патили су од неухрањености. Багрјанов је 17. августа укинуо антисемитско законодавство својих претходника. Имао је успеха у преговорима о повлачењу немачких снага из Варне на основу тога што је њихово присуство изазвало савезнички напад и блокирало долазак било којих немачких трупа у Бугарску.
Али његови планови су кренули по злу. Совјетске снаге су 20. августа 1944. пробиле одбрану Осовине у Румунији, и приближиле се Балкану и Бугарској. Дана 23. августа, Румунија је напустила Силе Осовине и објавила рат Немачкој, која је дозволила совјетским снагама да пређу њену територију и стигну до Бугарске. Бугарска влада је 27. августа објавила неутралност. Багрјанов је предао Немцима 8.000 железничких вагона да би убрзао њихово повлачење. Отаџбински фронт, који је захтевао пуну неутралност, осудио је ову помоћ. Истог дана Отаџбински фронт је донео одлуку о подстицању оружане побуне против власти.
Јосиф Стаљин је 30. августа изјавио да СССР више неће признати бугарску неутралност. Совјетски притисак да се Немачкој објави рат био је интензиван. Багрјанов је уверавао Совјете да ће стране трупе у Бугарској бити разоружане, наредио је немачким трупама да напусте земљу и почео да разоружава немачке војнике који су стизали у Добруџу, али је одбио да наруши новопроглашену неутралност Бугарске објавом рата Немачкој. Али ово није било довољно. Дана 2. септембра, Багрјанова и његову владу заменила је влада Константина Муравијева и оних опозиционих партија које нису биле у Отаџбинском фронту. Муравијев се у почетку противио рату са Немачком, тврдећи да би то било искоришћено као изговор за совјетску окупацију Бугарске. Отаџбински фронт је ускратио подршку влади, који ју је описао као пронацистички настројен покушај да се одржи на власти. Отаџбински фронт је 4. септембра организовао народне протесте. Муравијев је 5. септембра одлучио да прекине дипломатске односе са Немачком, али је одложио објављивање тог потеза два дана на наговор министра рата генерал-поручника Ивана Маринова да омогући бугарским трупама да се повуку из окупиране Македоније. Када су све немачке трупе напустиле земљу поподне 7. септембра, Бугарска је објавила рат Немачкој, али је раније истог дана Совјетски Савез објавио рат Бугарској, без консултација ни са САД ни са Британијом, "да би ослободио Бугарску". Бугарска је 8. септембра истовремено била у рату са четири главне зараћене стране: Немачком, Британијом, САД и СССР-ом. Совјетске снаге су прешле границу 8. септембра. Они су до следећег дана заузели североисточни део Бугарске заједно са кључним лучким градовима Варном и Бургасом. По наређењу владе, бугарска војска није пружила отпор.

## Холокауст
Током савезништва Бугарске са нацистичком Немачком, бугарска влада је увела мере и законе усмерене на Јевреје и друге мањине. Септембра 1939. сви Јевреји који су сматрани страним држављанима, око 4.000, су протерани. Већина је на крају побегла у Палестину, стигавши тамо након значајних потешкоћа. Министар унутрашњих послова Петар Габровски и Александар Белев, након проучавања Нирнберсшких закона, увели су 1940. године Закон о заштити нације, који је био на снази од јануара 1941. године. На овај начин, Јевреји у Бугарској били су искључени из већине професија, универзитета и синдиката, из свих државних служби и из одређених јавних области. Штавише, Јевреји су морали да носе посебне личне карте, било им је забрањено да носе „нејеврејска“ имена или да ступају у брак са Бугаркама.
Бугарско иредентистичко заузимање 1941. жељене територије од Грчке и Југославије и формирање нових области Скопља, Битоља и Беломора повећало је бугарско јеврејско становништво на око 60.000. Њима је било забрањено да имају бугарско држављанство по Закону о заштити нације. Од почетка рата, бугарске окупационе власти у Грчкој и Југославији предавале су јеврејске избеглице које су бежале из осовинске Европе Гестапоу. У октобру 1941. бугарске власти су захтевале регистрацију 213 српских Јевреја које је открио Гестапо у Скопљу под бугарском управом; ухапшени су 24. новембра, а њих 47 одведено је у Бањички логор у Београду, Србија и убијено 3. децембра 1941. године.
Након Закона о заштити нације уследио је декрет-закон (наредби) од 26. августа 1942. године, који је пооштрио ограничења за Јевреје, проширио дефиницију јеврејства и повећао терет доказивања потребан за доказивање нејеврејског статуса и изузећа. Јевреји су након тога морали да носе жуте звезде, осим само оних крштених који су практиковали хришћанску евхаристију. Бугарски Јевреји венчани са нејеврејима по хришћанском обреду пре 1. септембра 1940. и крштени пре примене Закона о заштити нације 23. јануара 1941, били су у повољнијем положају. Изузеци за ратну сирочад, ратне удовице и борачке инвалиде од сада су важили само "у случају такмичења са другим Јеврејима", а све такве привилегије су могле бити укинуте или одбијене ако је појединац осуђен за злочин или је сматран "антивладиним " или "комунистом". Фебруара 1943. СС-хауптштурмфирер Теодор Данекер и Белев, ког је Габровски 1942. именовао на чело нове "Канцеларије комесара за јеврејска питања" у оквиру министарства унутрашњих послова, потписали су споразум Данекер-Белев, у којем се Бугарска сложила да испоручи Немачкој 20.000 јеврејских заробљеника. Бугарска је једина нација која је потписала споразум са Немачком о испоручивању Јевреја на овај начин. Бугарска је пристала да сноси трошкове њиховог протеривања и у документу је експлицитно наведено да Бугарска, знајући њихову судбину у немачким рукама, никада неће тражити репатријацију Јевреја.
Закон о заштити нације предвиђао је да Јевреји служење војног рока служе у радним батаљонима, а не у редовној војсци. Батаљони принудног рада основани су у Бугарској 1920. године као начин заобилажења Нејског мировног уговора, који је ограничио величину бугарске војске и окончао регрутацију у редовну војску. Служба принудног рада коју је успоставила влада Александра Стамболијског снабдевала је јефтином радном снагом владине пројекте и запошљавала је демобилисане војнике из Првог светског рата. У првој деценији његовог постојања, више од 150.000 бугарских поданика, „првенствено мањина (посебно муслимана) и других сиромашних слојева друштва“ је регрутовано на службу. Тридесетих година 20. века, уочи Другог светског рата, Служба принудног рада је милитаризована: придружена је ратном министарству 1934. године, а добила је војне чинове 1936. године. Након почетка рата, 1940. године "раднички војници" су основани као посебан корпус "који је имао задатак да спроводи антијеврејску политику током Другог светског рата" као део свеукупног плана "депривације".
У августу 1941. године, на захтев Адолфа-Хајнца Бекерлеа, немачког опуномоћеног министра у Софији, ратно министарство је препустило контролу над свим јеврејским принудним радницима Министарству грађевине, путева и јавних радова. Обавезна регрутација је примењивана од августа 1941: у почетку су регрутовани мушкарци од 20 до 44 године, а старосна граница је порасла на 45 година у јулу 1942. а касније на 50 година. Бугари су заменили Јевреје у командама јеврејских радних јединица, које више нису имале право на униформе. Дана 29. јануара 1942. најављени су нови потпуно јеврејски батаљони присилног рада, њихов број је до краја 1942. удвостручен на двадесет четири. Јеврејске јединице су одвојене од осталих етничких група, три четвртине батаљона принудног рада биле су припадници мањина: Турци, Руси и становници територија које је окупирала Бугарска, остали су били допуњени од бугарских незапошљеника. Јевреји на принудном раду били су суочени са дискриминаторном политиком која је временом постајала све строжа, са повећањем радног времена и смањењем накнаде за исхрану, одмор и слободне дане. Дана 14. јула 1942. основана је дисциплинска јединица која је увела нове казнене мере: одузимање душека или топле хране, "дијету на бази хлеба и воде", и забрану посета месецима. Како је рат одмицао Јевреји су чинили све више напора да побегну и казне су постајале све оштрије.
У марту 1943. бугарске трупе и војна полиција покупиле су Јевреје у Бугарској окупираној Грчкој Македонији и Вардарској Македонији у Југославији, 7.122 из Македоније и 4.221 из Тракије, и послали их у транзитне концентрационе логоре у бугарску дунавску луку Лом, где су укрцани и одведени у Беч и одатле у Треблинку; где су скоро сви убијени. Ово је договорено захтевом немачког министарства спољних послова у пролеће 1942. да се сви Јевреји под бугарском контролом предају Немачкој, чему је бугарска влада приступила, стварајући Комесаријат за „Јеврејска питања“ под Белевим да организује геноцид на који је позван на Ванзејској конференцији. До марта 1943. бугарске власти су у предратним границама земље концентрисале бугарске Јевреје у школама и железничким станицама. Након тога, у пролеће 1943, протести које је предводио народни посланик Димитар Пешев и Бугарска православна црква, забринута за добробит Јевреја који су прешли на хришћанство, као и за „националну мањину“ уопште, успела је да прво одложи, а затим у мају коначно спречи Белев план да испуни број од 20.000 депортацијом око 8.000 бугарских Јевреја из Софије, Ћустендила, и других места у нацистичке логоре за истребљење у Пољској, укључујући све Јевреје из југозападне Бугарске. Уместо тога им је одузета сва имовина, депортовани су у провинције, а мушкарци од 20–40 година регрутовани на принудни рад, као и Јевреји из Старе Загоре и Казанлака. Министарски савет је 21. маја 1943. изгласао да почне протеривање Јевреја из Софије за три дана. Белев је 24. маја наредио протеривање Јевреја из престонице: 19.000 софијских Јевреја је депортовано у одређена рурална подручја и градове. Уређени су специјални возови и Јеврејима су додељени одређени поласци, раздвајајући чланове породице. Дозвољено је било највише 30 кг пртљага по особи; остатак су били приморани да оставе, да продају по "злоупотребљиво ниским" ценама, или које су на други начин опљачкане и покрадене. Бугарски званичници и њихови суседи су имали користи од таквих прихода.
У априлу 1943. Јоахим фон Рибентроп је упитао краља Бориса зашто Бугарска није послала више Јевреја на истребљење. Добио је одговор да ће Борис депортовати „само мали број бољшевичко-комунистичких елемената из Старе Бугарске [границе Бугарске пре 1941.] јер су му остали Јевреји били потребни за изградњу путева.” У мају 1943. Бугарска је затворила истакнуте људе. Јеврејске вође у концентрационом логору Сомивит, касније тог и следећег месеца, више од 20.000 Јевреја је депортовано из Софије и њихова имовина је заплењена. Године 1934. Софија је имала око 25.000 јеврејских становника, који су чинили близу једне десетине укупног становништва града. Немачко министарство спољних послова је схватило да се Бугарска плаши савезника и да се нада да ће избећи антагонизацију са њима. Без обзира на то, гетоизација и полицијски час бугарског јеврејског становништва завршени су 1943. године, а антисемитски расни закони укинути су тек после 30. августа 1944.

## Прелазак на савезничку страну (септембар 1944 – мај 1945)
Совјетске снаге су 8. септембра прешле бугарско-румунску границу и уочи 8. септембра гарнизонски одреди, предвођени официрима Звено-а, збацили су владу након што су заузели стратешке тачке у Софији и ухапсили министре владе. Нова влада Отаџбинског фронта именована је 9. септембра са Кимоном Георгијевим на месту премијера. Одмах је објављен рат Немачкој и њеним савезницима, а дивизије које су Силе Осовине послале да нападну Бугарску лако су одбачене.
Проосовинска бугарска влада у егзилу формирана је у Бечу, под вођством Александра Цанкова и окупила је бугарски СС пук од 600 војника бугарских антикомунистичких добровољаца који су већ били у Немачкој под немачким командантом, али они су имали мало успеха. Совјетски ратни заробљеници и интернирани совјетски грађани пуштени су из логора Свети Кирик ДПОДС када је Отаџбински фронт преузео власт. Заробљеници западних савезника враћени су преко Турске, а логор за ратне заробљенике у Шумену затворен је 25. септембра 1944. године. Концентрациони логор за бугарске комунисте и совјетске симпатизере у Ставроуполију (буг. Кръстополе) у Грчкој је затворен пошто су се Бугари повукли са окупиране територије.
Примирје са савезницима потписано је 28. октобра 1944. у Москви. Потписници су били Џорџ Фрост Кенан, Андреј Вишински, и Сер Арчибалд Кларк Кер које су представљали маршал Фјодор Толбухин и поручник Џејмс Гамел за савезнике и ОУН, а за Бугаре министар спољних послова Петко Стаинов, министар финансија Петко Стојанов и Никола Петков и Добри Терпешев као министар без портфеља.
У Македонији су се бугарске трупе, опкољене немачким снагама и издане од високих војних команданата, бориле за повратак међу старим границама Бугарске. За разлику од комунистичког отпора, десничарски следбеници Унутрашње македонске револуционарне организације (УМРО) видели су решење македонског питања у стварању пробугарске независне Независне Државе Македоније. У то време вођа УМРО-а Ванчо Михајлов стигао је у немачко поново окупирано Скопље, где су се Немци надали да би он могао да формира македонску државу на бази бивших структура УМРО-а и Охране. Видевши да је Немачка изгубила рат и да би избегао даље крвопролиће, после два дана одбио је понуду. Под вођством нове бугарске прокомунистичке владе, три бугарске армије (укупно око 455.000 војника) ушле су у Југославију у септембру 1944. и заједно са совјетским и југословенским снагама кренуле у Ниш и Скопље са стратешким задатком да блокирају немачке снаге које се повлаче из Грчке. Јужна и источна Србија и Македонија ослобођене су у року од месец дана, а бугарска Прва армија од 130.000 војника наставила је ка Мађарској, отеравши Немце и ушавши у Аустрију априла 1945. Успостављен је контакт са британском Осмом армијом у граду Клагенфурту 8. маја. 1945, дан када је нацистичка влада у Немачкој капитулирала. Тада је генерал Владимир Стојчев потписао споразум о демаркацији са командантом британског V корпуса Чарлсом Кејтлијем.

## Последице и резултати
Као последица Другог светског рата, Совјетски Савез је напао Бугарску и 1946. је успостављен комунистички режим са Георгијем Димитровим на челу. Монархија је укинута 1946, а краљ је послат у егзил. Основана је Народна Република Бугарска која је трајала до 1990. Црвена армија је остала у окупираној Бугарској до 1947. Бугарска се касније придружила Варшавском пакту 1954. године и учествовала у инвазији на Чехословачку 1968. године.
Иако је бугарско примирје са Совјетским Савезом предало сву територију коју је Бугарска окупирала и на коју је полагала право у грчкој и југословенској Македонији и Тракији, Париски мировни уговори из 1947. потврдили су инкорпорацију Јужне Добруџе у састав Бугарске током рата, чиме је Бугарска постала једина земља Осовине која је повећала своју предратну територију. Враћени су окупирани делови Егејске области и Вардарске Македоније а 150.000 Бугара је протерано из Западне Тракије.
После искушења током рата, већина преосталих бугарских Јевреја, око 50.000 у септембру 1944. је емигрирало. Око 35.000 отишло је у Палестину под британским мандатом а велика већина отишла је у државу Израел након 1948. године; током првих година 1950-их око 45.000 бугарских Јевреја напустило је послератну комунистичку државу.

## Оружане снаге
До краја рата Бугарска је успела да мобилише око 450.000 људи. Војна опрема је углавном била немачког порекла. До 1945. Бугарска је такође добила залихе совјетског наоружања, углавном малокалибарског оружја.

## Галерија
- Бугарски Македонци позирају у Софији са немачком војском након напада сила Осовине на Југославију у априлу 1941. године. Преко пароле и карте види се да траже Независну Македонску државу.
- Улазак бугарске војске у Вардарску Македонију у априлу 1941. године.
- 1147 Банатских Бугара, међу којима су били и мали број Македонских ратних заробљеника (као дио војске Краљевина Југославије) су приказани пред ослобођење из немачког заробљеништва после бугарске интервенције у Темишвару, 1941.[68]